# Popshop
Popshop är ett svenskt popband som grundades i Kalmar 1998. Bandet består av Cornelia Dahlgren (sångerska), Patrik Magnusson (gitarr), Micael Olofsson (trummor), Johan Ramström (gitarr) och Jonas Hermansson (bas). 

## Biografi
Efter en enkel demoinspelning hade Popshop observerats av media och snart därefter släppte de sin första singel. Det var under 1999 som Popshops karriär tog fart på allvar.
På albumet "How to Tango" samarbetade Popshop med stora svenska producenter och låtskrivare som Andreas Carlsson (Backstreet Boys, Britney Spears, Celine Dion, N’Sync och Westlife), Kent Gillström (Titiyo, Eagle Eye Cherry, Steven Simmonds), Dan Sundquist (Jakob Hellman, Jumper), Peter Boström och Joakim Udd (Camilla Brink, Bosson) Leif Larsson (Faith Hill och Louise Hoffsten). På det albumet förekom också en nyinspelning av "Life on Mars" av David Bowie.

## Diskografi
Album
- 2002 – How to Tango

Singlar
- 2001 – Careless
- 2002 – Piece Of Cake
- 2002 – Life on Mars